# Antônio Carlos (Santa Catarina)
Antônio Carlos es un municipio brasileño del estado de Santa Catarina. Tiene una población estimada al 2020 de 8 613 habitantes.

## Historia
Los primeros asentamientos datan de 1828, cuando el gobierno imperial brasileño ordenó fundar la Colonia São Pedro de Alcântara en el lugar, por la vaguada del río Maruim en São José. Un gran número de colonos alemanes provenientes de Bremen se establecieron en el lugar.
Mediante la ley n.º 928 del 6 de noviembre de 1963 se creó el municipios de Antônio Carlos, separándolo de Biguaçu.